# 스카웨이커스
스카웨이커스(SKA WAKERs)는 대한민국의 8인조 스카 밴드이다. 밴드이름은 ‘스카로 사람들을 깨우고 일으키는 이들’을 의미한다.

## 역사
- 2007년 '웨이크 업'(wakeup) 결성
- 2008년 멤버 포지션 변경, 현재와 같은 브라스스카밴드 구성
- 2009년 비정규 데모음반 《ska revolution》발매
- 2012년 '스카웨이커스'로 개명, 공식 EP앨범 'SKA WAKERs' 발매
- 2013년 첫 번째 단독콘서트 'This is SKA', 작업실 '공간루츠'오픈, 싱글앨범 'Music is Our Weapon' 발매
- 2014년 자체레이블 '루츠레코드(rooTs record)' 설립
  - 정규앨범 《Riddim of Revolt》2CD 발매, 전국투어 (대구,광주,부산,서울)
  - 대만 투어 <Asia Connections Tour 2014 Taipei & Kaohsiung> 헤드라이너 초청공연
- 2015년 공연장 '공간루츠'에서 레이블사무실 겸 합주실 '공간루츠'로 이전
  - 주태국 한국문화원 초청 <Local to Asia Vol.2> 방콕 공연

2007년 밴드 ‘웨이크업(WakeUp)’으로 시작해 2012년「스카웨이커스」로 개명했다. 2012년 EP앨범 발매 이후 2013년 첫 번째 단독콘서트를 통해 대중에게 본격적인 음악활동의 시작을 알렸으며 같은 해 7월 싱글 앨범을 발표했다.
2014년 음악레이블 ’루츠레코드(roots record)'를 설립, 그 해 7월 본 레이블을 통해 첫 정규1집 앨범 <Riddim of Revolt>를 발매했다. 첫 앨범발매 전국투어(대구,광주,부산,서울)에서는 각 지역에서 많은 관객들을 끌어 모았는데 특히 홈 그라운드인 부산공연에서는 300석 예약매진을 기록하면서 부산 대표밴드의 위용을 과시했다. 정규앨범 <Riddim of Revolt>의 NAVER ‘오늘의 뮤직-이주의 발견’선정에 이어 ‘NAVER 온스테이지’에 오르는 등 각종 매체와 평론가들의 관심을 받으며 활발한 앨범활동 중에 있다. 그간 부산국제락페스티발을 비롯해 부산을 대표하는 수많은 축제 및 서울, 인천, 광주, 대구, 울산, 제주, 후쿠오카, 타이베이, 카오슝, 태국 BIG MOUNTAIN FESTIVAL 등 국내외 주요도시에서의 초청공연 뿐 아니라 2013년부터 ‘루츠락레게(Roots Rock Reggae)'라는 루츠사운드를 기반으로 한 국내외 뮤지션 초청공연을 직접 기획, 진행하고 있다.
2018년 7월 무기한 활동정지 선언과 동시에 모든 활동을 그만두었다.

## 구성원
- 정세일 - 보컬, 아지테이터
- 이광혁 - 드럼
- 박재영 - 키보드
- 안병용 - 기타
- 천세훈 - 트럼펫
- 이준호 - 트롬본
- 최정경 - 색소폰
- 이종현 - 베이스

## 음반

### 정규 음반
세번째 정규앨범 "La Vita e Bella"(2017년 8월)
두번째 정규앨범 "The Great Dictator"(2017년 2월)
첫번째 정규앨범 "Riddim of Revolt"(2014년 7월 1일)

### 싱글 음반
SKAWAKERs 1st Single Album 'MUSIC IS OUR WEAPON'(2013년)

### EP
SKAWAKERs 1st EP 'Ska Wakers'(2012년)

### 데모 음반
- ska revolution (2009년)